# 나뷔 케이타
나뷔 레이예 케이타(프랑스어: Naby Laye Keïta, 1995년 2월 10일 ~ )는 페렌츠바로시와 기니 축구 국가대표팀에서 중앙 미드필더로 활약하고 있는 기니의 축구 선수이다.
기니 코나크리에서 태어난 케이타는 코나크리를 연고지로 하는 팀인 호로야에서 첫 선수 생활을 시작했다. 이후 프랑스의 구단인 이스트르로 이적하여 2013년 11월 22일 님 올랭피크와의 리그 2 경기에서 첫 성인 데뷔전을 치렀다. 이후 2014년 오스트리아 분데스리가 소속 팀인 레드불 잘츠부르크로 이적하였고, 뛰어난 활약을 바탕으로 오스트리아 분데스리가 올해의 선수 상을 수상하였다.
2016년 6월, 케이타는 푸스발-분데스리가 승격팀인 RB 라이프치히로 이적했다. 이후 2018년 7월, 리버풀 FC로 이적했다. 리버풀과 계약 만료 후 베르더 브레멘에 입단했다.

## 수상
FC 레드불 잘츠부르크 (2014~2016)
- 오스트리아 분데스리가 우승: 2014–15, 2015–16
- 오스트리아 컵 우승: 2014-15, 2015–16

RB 라이프치히 (2016~2020)
- 분데스리가 준우승: 2016-17

리버풀 FC (2018~ )
- 프리미어 리그 우승: 2019-20
- FA컵 우승: 2021-22
- EFL컵 우승: 2021-22
- FA 커뮤니티 실드 우승: 2022
- UEFA 챔피언스 리그 우승: 2018-19
- UEFA 슈퍼컵 우승: 2019
- FIFA 클럽 월드컵 우승: 2019